# ワンダースピード
ワンダースピード（欧字名:Wonder Speed、2002年3月15日 - ）は日本の競走馬。主な勝ち鞍は2008年のアンタレスステークス、2008年・2010年の名古屋グランプリ、2009年の平安ステークス、東海ステークス。
馬名の意味は、冠名の「ワンダー」と速度を意味する「スピード」より。
半弟にJBCクラシック、帝王賞を含む重賞6勝を挙げたワンダーアキュートがいる。
京都競馬場のダート1800メートル戦を得意としており、9戦5勝（重賞2勝）と抜群の成績を残した。

## 経歴

### 2歳（2004年）、3歳（2005年）、4歳（2006年）
競走馬デビュー戦は、8月に小倉競馬場で行われた芝の2歳新馬戦で、5番人気で4着だった。その後未勝利馬のまま園田競馬場に遠征したりしたが勝利できなかった。そして3歳時の2005年の10月にデビュー10戦目でようやく初勝利を挙げた。2勝目は2006年の初戦となった笠松競馬場でのガーネット特別で、さらに2連敗した後に3勝目を挙げたが、この年はその後5連敗を喫した。

### 5歳（2007年）
この年2戦目の4歳以上1000万下競走を制して4勝目を挙げ、昇級初戦の御堂筋ステークス（1600万下）で9着となった後、3月1日付で湯浅三郎厩舎の定年解散に伴い羽月友彦厩舎へ転厩した。転厩初戦の鳴門ステークス（1600万下）は9着だったが、3月に梅田ステークス（1600万下）を制してオープン馬となった。続く重賞初挑戦となった東海ステークスでは11番人気ながら2着、休養を挟んで出走した9月のシリウスステークスでは5番人気で3着に入るなどの好走を続け、10月にはアルデバランステークスを制してオープン競走初勝利を挙げた。次走は第8回ジャパンカップダートに出走登録を行い、登録時点では除外の対象だったものの回避馬がいたおかげで繰り上がりで出走に至り、レースでは11番人気で9着という結果に終わった。しかし続く12月のベテルギウスステークスは2番人気に支持され、当時の日本レコードで競走を制し、レース後は休養に入った。

### 6歳（2008年）
休み明け初戦はアンタレスステークスで、フィフティーワナーやロングプライドといった強豪馬が多く出走したこともあり7番人気にとどまったが、レースでは道中先行し、最後の直線で抜け出して2着のドラゴンファイヤーに1と1/4馬身差をつけて重賞初勝利を挙げた。この勝利は羽月友彦厩舎と生産牧場にとっても重賞初勝利となり、馬主にとっては9年ぶりの重賞勝利となった。続く東海ステークスでは1番人気に推されたが、4着に敗れた。続く帝王賞は5着だった。続くシリウスステークスでも1番人気に支持されたが、マイネルアワグラスにわずかに届かず2着だった。その後、ジャパンカップダートに出走したが、人気通りで去年と同じ9着に敗れた。その後、名古屋グランプリに出走し、2着のメイショウトウコンに2馬身差をつけて快勝した。

### 7歳（2009年）
明け7歳の初戦は1月25日の平安ステークスであった。レースはゴール前で先行逃げ切りを図らんとするエスポワールシチーを捉えて差し切り勝ち、重賞3勝目を挙げた。その後、3月25日の名古屋大賞典に出走したが、後方からの追撃も及ばず2着に終わった。その後、連覇をかけて4月26日のアンタレスステークスに1番人気で出走。道中は5番手でレースを進めたが、逃げるウォータクティクスを捕らえることができず2着に敗れた。続く5月24日の東海ステークスでは3番手でレースを進め、最後の直線で一気に抜け出し快勝、重賞4勝目を挙げた。しかし、帝王賞は出走を回避した。
休養を挟んで、10月3日のシリウスステークスに1番人気で出走。このレースには半弟のワンダーアキュートも出走し、兄弟対決となった。レースは中団待機策も直線で伸び切れずワンダーアキュートの5着に敗れ、軍配は弟に上がった。続くJBCクラシックでは3着と好走した。続くジャパンカップダートでは先団追走も失速しブービーの15着に終わった。その後、連覇をかけて挑んだ名古屋グランプリでは惜しくも2着だった。

### 8歳（2010年）
10月2日のシリウスステークスで復帰、先手を奪い逃げるものの直線で力尽き11着と大敗した。続くみやこステークスでは後方追走も直線で全く伸びず10着に敗れた。年齢的な衰えと気力の喪失を感じた陣営は名古屋グランプリでの引退を決断。レースでは2番手で追走から楽な手応えで先頭に出ると外から襲い掛かってきたマカニビスティーを退け2度目の制覇を果たし、自ら引退の花道を飾った。翌2011年1月10日付で正式に競走馬を引退。

## 種牡馬時代
2011年からレックススタッドで種牡馬となった。
2014年に産駒がデビュー。同年6月25日門別競馬第4競走・JRA認定フレッシュチャレンジで、ミトノレオが産駒初勝利をあげた。
2015年10月22日付けで用途変更となり種牡馬を引退した。

### 主な産駒
- 2012年産
  - ミトノレオ（2015年新緑賞）

## 種牡馬引退後
浦河町のグラストレーニングセンターに繋養され、2017年から引退名馬繋養展示事業の対象馬となっていた。ところが、2021年にグラストレーニングセンターが閉場して同年6月には引退名馬繋養展示事業の助成対象ではなくなる。以後の消息は不明となっている。

## 競走成績
| 年月日 | 年月日 | 年月日 | 競馬場 | 競走名            | 格       | 頭 数 | 枠 番 | 馬 番 | オッズ （人気） | 着順 | 騎手       | 斤量 [kg] | 距離（馬場）  | タイム （上り3F） | 時計 差 | 勝ち馬/（2着馬）       |
| ------ | ------ | ------ | ------ | ----------------- | -------- | ----- | ----- | ----- | --------------- | ---- | ---------- | --------- | ------------- | ----------------- | ------- | ---------------------- |
| 2004   | 8.     | 8      | 小倉   | 2歳新馬           |          | 6     | 4     | 4     | 26.4（5人）     | 4着  | 長谷川浩大 | 52        | 芝1200m（良） | 1:12.4 (35.9)     | 0.7     | ツルマルフェロー       |
|        | 8.     | 21     | 小倉   | 2歳未勝利         |          | 13    | 3     | 3     | 104.1（11人）   | 13着 | 長谷川浩大 | 52        | 芝1800m（良） | 1:51.4 (37.2)     | 2.5     | ニホンピロブレイブ     |
|        | 9.     | 11     | 阪神   | 2歳未勝利         |          | 11    | 8     | 11    | 47.1（6人）     | 5着  | 難波剛健   | 54        | ダ1400m（良） | 1:28.5 (38.9)     | 1.7     | フジヤマヘイザン       |
|        | 12.    | 25     | 阪神   | 2歳未勝利         |          | 16    | 1     | 1     | 293.8（14人）   | 12着 | 難波剛健   | 55        | ダ1400m（良） | 1:28.5 (39.0)     | 2.1     | ピサノベガス           |
| 2005   | 1.     | 12     | 園田   | 今剛山特別        | 中央交流 | 11    | 2     | 2     | -（4人）        | 5着  | 難波剛健   | 54        | ダ1400m（良） | 1:32.4（0.0）     | 1.1     | シンエイハイエスト     |
|        | 1.     | 29     | 小倉   | 3歳未勝利         |          | 15    | 3     | 5     | 33.6（8人）     | 7着  | 野元昭嘉   | 56        | ダ1700m（稍） | 1:47.8 (38.6)     | 0.6     | グランプリハッピー     |
|        | 4.     | 20     | 園田   | 氷ノ山特別        | 中央交流 | 12    | 8     | 12    | -（6人）        | 2着  | 難波剛健   | 54        | ダ1400m（重） | 1:30.9（0.0）     | 0.3     | エリシオバイオ         |
|        | 8.     | 14     | 小倉   | 3歳未勝利         |          | 15    | 2     | 2     | 47.1（8人）     | 3着  | 難波剛健   | 56        | ダ1700m（良） | 1:48.2 (39.6)     | 0.4     | ステラバスク           |
|        | 8.     | 21     | 小倉   | 3歳未勝利         |          | 15    | 4     | 7     | 4.7（2人）      | 2着  | 難波剛健   | 56        | ダ1700m（重） | 1:46.4 (37.7)     | 0.2     | セゾンインチーフ       |
|        | 10.    | 29     | 福島   | 3歳未勝利         |          | 13    | 8     | 12    | 4.6（3人）      | 1着  | 赤木高太郎 | 57        | ダ1700m（良） | 1:48.3 (39.6)     | 0.0     | （キングベガロード）   |
| 2006   | 1.     | 24     | 笠松   | ガーネット特別    | 中央交流 | 9     | 4     | 4     | -（4人）        | 1着  | 赤木高太郎 | 57        | ダ1800m（良） | 1:57.8（0.0）     | -0.2    | （コールアウト）       |
|        | 2.     | 26     | 阪神   | 4歳上1000万下     |          | 12    | 5     | 7     | 77.4（9人）     | 9着  | 難波剛健   | 56        | ダ1800m（不） | 1:55.0 (38.7)     | 2.5     | フィールドルージュ     |
|        | 5.     | 20     | 中京   | 4歳上1000万下     |          | 15    | 5     | 9     | 184.6（15人）   | 5着  | 丸野勝虎   | 57        | ダ1700m（稍） | 1:45.1 (38.0)     | 0.7     | ハギノプレシャス       |
|        | 6.     | 25     | 京都   | 3歳上500万下      |          | 16    | 4     | 8     | 9.6（4人）      | 1着  | 五十嵐冬樹 | 57        | ダ1800m（良） | 1:52.8 (37.9)     | -0.1    | （スナークエベレスト） |
|        | 7.     | 16     | 小倉   | 桜島特別          | 1000万下 | 15    | 5     | 9     | 73.0（10人）    | 12着 | 赤木高太郎 | 57        | ダ1700m（良） | 1:45.8 (39.0)     | 2.1     | メイショウポパイ       |
|        | 10.    | 28     | 福島   | 福島放送賞        | 1000万下 | 15    | 2     | 2     | 83.9（14人）    | 10着 | 赤木高太郎 | 57        | ダ1700m（稍） | 1:46.4 (39.1)     | 1.6     | テンシノコンコルド     |
|        | 11.    | 19     | 京都   | 3歳上1000万下     |          | 16    | 3     | 6     | 230.5（15人）   | 4着  | 赤木高太郎 | 57        | ダ1800m（稍） | 1:52.0 (38.2)     | 0.7     | マルブツリード         |
|        | 12.    | 2      | 阪神   | ゴールデンスパーT | 1000万下 | 14    | 5     | 8     | 27.5（9人）     | 4着  | 藤田伸二   | 58        | ダ2000m（良） | 2:06.6 (38.6)     | 0.3     | ツルマルスリー         |
|        | 12.    | 23     | 阪神   | 北摂特別          | 1000万下 | 15    | 8     | 15    | 12.1（4人）     | 11着 | O.ペリエ   | 55        | ダ2000m（良） | 2:07.9 (37.9)     | 1.3     | ヴァンデグローブ       |
| 2007   | 1.     | 6      | 京都   | 4歳上1000万下     |          | 16    | 5     | 9     | 17.7 (7人)      | 5着  | 安部幸夫   | 57        | ダ1800m（稍） | 1:52.3 (37.1)     | 0.3     | ゼンノマルビナス       |
|        | 1.     | 27     | 京都   | 4歳上1000万下     |          | 11    | 4     | 4     | 9.8（5人）      | 1着  | 吉田稔     | 57        | ダ1800m（良） | 1:52.0 (37.1)     | -0.2    | （パープルイーグル）   |
|        | 2.     | 24     | 阪神   | 御堂筋S           | 1600万下 | 14    | 4     | 5     | 122.0（14人）   | 9着  | 赤木高太郎 | 57        | 芝2400m（良） | 2:27.5 (36.2)     | 1.4     | ダークメッセージ       |
|        | 3.     | 24     | 阪神   | 鳴門S             | 1600万下 | 16    | 4     | 7     | 258.7（16人）   | 9着  | 角田晃一   | 57        | ダ1200m（良） | 1:12.3 (36.4)     | 1.5     | ハギノトリオンフォ     |
|        | 4.     | 8      | 阪神   | 梅田S             | 1600万下 | 16    | 3     | 6     | 23.8（9人）     | 1着  | 小牧太     | 54        | ダ2000m（良） | R2:03.9 (37.3)    | -0.4    | （マイイージス）       |
|        | 5.     | 20     | 中京   | 東海S             | GII      | 16    | 8     | 15    | 31.8（11人）    | 2着  | 小牧太     | 57        | ダ2300m（良） | 2:26.9 (37.3)     | 0.1     | メイショウトウコン     |
|        | 9.     | 29     | 阪神   | シリウスS         | GIII     | 13    | 1     | 1     | 13.6（5人）     | 3着  | 小牧太     | 55        | ダ2000m（良） | 2:05.4 (37.3)     | 0.3     | ドラゴンファイヤー     |
|        | 10.    | 28     | 京都   | アルデバランS     | OP       | 16    | 4     | 8     | 4.9（3人）      | 1着  | 小牧太     | 57        | ダ1800m（良） | 1:50.9 (36.1)     | -0.6    | （ドンクール）         |
|        | 11.    | 24     | 東京   | ジャパンCダート   | GI       | 16    | 5     | 10    | 46.2（11人）    | 9着  | 小牧太     | 57        | ダ2100m（良） | 2:08.7 (38.2)     | 2.0     | ヴァーミリアン         |
|        | 12.    | 23     | 阪神   | ベテルギウスS     | OP       | 16    | 5     | 10    | 3.1（2人）      | 1着  | 小牧太     | 58        | ダ2000m（不） | R2:01.0 (36.8)    | 0.0     | （メイショウサライ）   |
| 2008   | 4.     | 27     | 京都   | アンタレスS       | GIII     | 16    | 8     | 15    | 19.2（7人）     | 1着  | 小牧太     | 56        | ダ1800m（良） | 1:50.5 (36.1)     | -0.2    | （ドラゴンファイヤー） |
|        | 5.     | 25     | 中京   | 東海S             | GII      | 16    | 6     | 11    | 3.4（1人）      | 4着  | 角田晃一   | 57        | ダ2300m（重） | 2:24.1 (36.4)     | 0.1     | ヤマトマリオン         |
|        | 6.     | 25     | 大井   | 帝王賞            | JpnI     | 13    | 5     | 8     | 3.8（2人）      | 5着  | 小牧太     | 57        | ダ2000m（稍） | 2:05.6 (37.5)     | 0.9     | フリオーソ             |
|        | 10.    | 4      | 阪神   | シリウスS         | GIII     | 16    | 7     | 14    | 2.2（1人）      | 2着  | 小牧太     | 57        | ダ2000m（良） | 2:03.8 (36.5)     | 0.0     | マイネルアワグラス     |
|        | 12.    | 7      | 阪神   | ジャパンCダート   | GI       | 15    | 1     | 1     | 28.2（9人）     | 9着  | 小牧太     | 57        | ダ1800m（良） | 1:50.2 (36.7)     | 1.0     | カネヒキリ             |
|        | 12.    | 23     | 名古屋 | 名古屋GP          | JpnII    | 11    | 2     | 2     | 4.0（2人）      | 1着  | 小牧太     | 56        | ダ2500m（良） | 2:45.8 (37.1)     | -0.5    | （メイショウトウコン） |
| 2009   | 1.     | 25     | 京都   | 平安S             | GIII     | 16    | 1     | 2     | 8.3（3人）      | 1着  | 小牧太     | 58        | ダ1800m（稍） | 1:50.4 (35.6)     | 0.0     | （エスポワールシチー） |
|        | 3.     | 25     | 名古屋 | 名古屋大賞典      | JpnIII   | 11    | 5     | 5     | 3.2（2人）      | 2着  | 小牧太     | 58        | ダ1900m（良） | 2:01.9 (38.2)     | 0.1     | スマートファルコン     |
|        | 4.     | 26     | 京都   | アンタレスS       | GIII     | 16    | 3     | 5     | 2.7（1人）      | 2着  | 小牧太     | 58        | ダ1800m（重） | 1:48.1 (36.2)     | 0.3     | ウォータクティクス     |
|        | 5.     | 24     | 中京   | 東海S             | GII      | 16    | 7     | 14    | 4.2（2人）      | 1着  | 小牧太     | 58        | ダ2300m（良） | 2:23.7 (36.8)     | -0.2    | アロンダイト           |
|        | 10.    | 3      | 阪神   | シリウスS         | GIII     | 16    | 5     | 9     | 2.5（1人）      | 5着  | 小牧太     | 58.5      | ダ2000m（稍） | 2:05.1 (37.1)     | 0.6     | ワンダーアキュート     |
|        | 11.    | 3      | 名古屋 | JBCクラシック     | JpnI     | 12    | 8     | 12    | 4.8（3人）      | 3着  | 小牧太     | 57        | ダ1900m（良） | 2:00.3 (37.0)     | 0.1     | ヴァーミリアン         |
|        | 12.    | 6      | 阪神   | ジャパンCダート   | GI       | 16    | 7     | 14    | 25.9（8人）     | 15着 | 小牧太     | 57        | ダ1800m（良） | 1:51.5 (38.4)     | 1.6     | エスポワールシチー     |
|        | 12.    | 23     | 名古屋 | 名古屋GP          | JpnII    | 12    | 1     | 1     | 2.4（2人）      | 2着  | 小牧太     | 57        | ダ2500m（良） | 2:44.3 (36.6)     | 0.1     | マコトスパルビエロ     |
| 2010   | 10.    | 2      | 阪神   | シリウスS         | GIII     | 12    | 6     | 7     | 13.5（7人）     | 11着 | 小牧太     | 58.5      | ダ2000m（良） | 2:05.4 (38.0)     | 1.0     | キングスエンブレム     |
|        | 11.    | 7      | 京都   | みやこS           | GIII     | 16    | 8     | 16    | 37.7（10人）    | 10着 | 小牧太     | 57        | ダ1800m（良） | 1:51.1 (36.8)     | 1.3     | トランセンド           |
|        | 12.    | 23     | 名古屋 | 名古屋GP          | JpnII    | 11    | 8     | 12    | 3.5（2人）      | 1着  | 小牧太     | 57        | ダ2500m（重） | 2:46.6 (36.4)     | -0.0    | （マカニビスティー）   |

## エピソード
梅田ステークスは羽月友彦厩舎の管理馬初勝利、アンタレスステークスは同厩舎の管理馬重賞初勝利となっており、メモリアルな勝利に2度貢献している。

## 血統表
| ワンダースピードの血統（ミスタープロスペクター系 / Tom Fool 5×5=6.25%（父内）） | ワンダースピードの血統（ミスタープロスペクター系 / Tom Fool 5×5=6.25%（父内）） | ワンダースピードの血統（ミスタープロスペクター系 / Tom Fool 5×5=6.25%（父内）） | （血統表の出典）    | （血統表の出典）  |
| 父 *キンググローリアス King Glorious 1986 黒鹿毛                                | 父の父Naevus 1980 栗毛                                                          | Mr.Prospector                                                                   | Raise a Native      | Raise a Native    |
| 父 *キンググローリアス King Glorious 1986 黒鹿毛                                | 父の父Naevus 1980 栗毛                                                          | Mr.Prospector                                                                   | Gold Digger         |                   |
| 父 *キンググローリアス King Glorious 1986 黒鹿毛                                | 父の父Naevus 1980 栗毛                                                          | Mudville                                                                        | *ボールドラッド     | *ボールドラッド   |
| 父 *キンググローリアス King Glorious 1986 黒鹿毛                                | 父の父Naevus 1980 栗毛                                                          | Mudville                                                                        | Batteer Up          |                   |
| 父 *キンググローリアス King Glorious 1986 黒鹿毛                                | 父の母Glorious Natalie 1980 黒鹿毛                                              | Reflected Glory                                                                 | Jester              | Jester            |
| 父 *キンググローリアス King Glorious 1986 黒鹿毛                                | 父の母Glorious Natalie 1980 黒鹿毛                                              | Reflected Glory                                                                 | Lysistrata          |                   |
| 父 *キンググローリアス King Glorious 1986 黒鹿毛                                | 父の母Glorious Natalie 1980 黒鹿毛                                              | Blue Eyed Blonde                                                                | The Pie King        | The Pie King      |
| 父 *キンググローリアス King Glorious 1986 黒鹿毛                                | 父の母Glorious Natalie 1980 黒鹿毛                                              | Blue Eyed Blonde                                                                | Blue-Eyed Barbie    |                   |
| 母 *ワンダーヘリテージ 1995 黒鹿毛                                              | 母の父Pleasant Tap 1987 鹿毛                                                    | Pleasant Colony                                                                 | His Majesty         | His Majesty       |
| 母 *ワンダーヘリテージ 1995 黒鹿毛                                              | 母の父Pleasant Tap 1987 鹿毛                                                    | Pleasant Colony                                                                 | Sun Colony          |                   |
| 母 *ワンダーヘリテージ 1995 黒鹿毛                                              | 母の父Pleasant Tap 1987 鹿毛                                                    | Never Knock                                                                     | Stage Door Johnny   | Stage Door Johnny |
| 母 *ワンダーヘリテージ 1995 黒鹿毛                                              | 母の父Pleasant Tap 1987 鹿毛                                                    | Never Knock                                                                     | Never Hula          |                   |
| 母 *ワンダーヘリテージ 1995 黒鹿毛                                              | 母の母Casa Petrone 1984 鹿毛                                                    | Petrone                                                                         | Prince Taj          | Prince Taj        |
| 母 *ワンダーヘリテージ 1995 黒鹿毛                                              | 母の母Casa Petrone 1984 鹿毛                                                    | Petrone                                                                         | Wild Miss           |                   |
| 母 *ワンダーヘリテージ 1995 黒鹿毛                                              | 母の母Casa Petrone 1984 鹿毛                                                    | Grand Tania                                                                     | Grand Central       | Grand Central     |
| 母 *ワンダーヘリテージ 1995 黒鹿毛                                              | 母の母Casa Petrone 1984 鹿毛                                                    | Grand Tania                                                                     | Good Hart F-No. 1-a |                   |

- 半弟にJBCクラシック、帝王賞、かしわ記念のワンダーアキュートがいる。
- 近親にドバイワールドカップを制したロージズインメイがいる。